# 组 (植物分类学)
组（拉丁文：sectio；英文：section；台湾译作“节”），是植物分类学中的一个分类阶元，位於属和種之间。若出现亞屬这一阶元，则组在亚属之下；若出现系这一阶元，则组在系之上。组通常用来帮助划分非常大的属，这些属中可能包含数以百计的物种。组以下还可再分为亚组（亚节）。